# Giovanni Maria Lancisi
Giovanni Maria Lancisi (26 octobre 1654 Rome - 20 janvier 1720 Rome) est un médecin et clinicien italien de la fin du XVIIe et du début du XVIIIe siècle. Issu de l'université La Sapienza de Rome, Giovanni Maria Lancisi a pu, grâce à l'étude de l’épidémiologie et de l’anatomie, établir une corrélation entre la présence des moustiques et la prédominance de la malaria. C’est lui qui introduisit le mot mal’aria, « mauvais air ». Il est également connu pour ses études sur les maladies cardiovasculaires. Il fut le médecin (« archiatre ») du pape Clément XI. Il publia, commentaires à l'appui, Anatomia per uso et Intelligenza del disegno basées sur les préparations anatomiques de Bernardino Genga. Il entra comme médecin à l'arcispedale Santo Spirito in Saxia à Rome. Ses travaux ont été remarquables dans l'étude des anévrismes artériels, de leurs causes et de leurs conséquences. Il décrivit l’insuffisance tricuspide et l’insuffisance cardiaque droite ainsi que l'angine de poitrine. Il eut pour élève Giovanni Cosimo Bonomo, avec qui il a été en désaccord par la suite sur le lien entre son observation d'un acarien et la gale. Responsable en titre de l'édition de la Metallotheca de Michele Mercati, il délégua ce travail à son disciple et ami Pietro Assalti.

## Biographie
Giovanni Maria Lancisi naquit à Rome en 1654. Après avoir fait son cours de philosophie, il passa aux écoles de théologie, que bientôt il abandonna pour s’appliquer aux sciences médicales. La place de médecin ordinaire l’arcispedale Santo Spirito in Saxia initia Lancisi à la pratique, et développa de bonne heure ses ta lents dans cette partie si difficile de l’art. Il fut nommé professeur d’anatomie au collège de la Sapience, où il enseigna pendant treize ans avec le plus grand éclat. En 1688, le pape Innocent XI le nomma son médecin et camérier secret, et lui un canonicat dans l’église San Lorenzo in Damaso ; mais, à la mort de son bienfaiteur, arrivée l’année suivante, Lancisi se démit de son bénéfice. Il eut aussi la confiance d’Innocent XII, qui le fit appeler à toutes les consultations qu’exigea sa dernière maladie. Enfin, en 1700, il entra au conclave comme médecin ; et après l’élévation de Clément XI au Saint-Siège, ce pontife s’empressa de lui conférer l’office important de premier médecin de sa personne, avec autres distinctions. Les nombreuses occupations de Lancisi ne l’empêchèrent point de se livrer à l’étude du cabinet. Actif, infatigable, il passait à lire, écrire, méditer, ou à fréquenter les assemblées des savants, tous les moments qu’il pouvait dérober à ses premiers devoirs. Une santé constante, qu’il dut à un régime très-frugal, le soutint dans tous ses travaux : il n’avait pourtant que 65 ans lorsqu’il mourut, le 24 janvier 1720.

## Œuvres

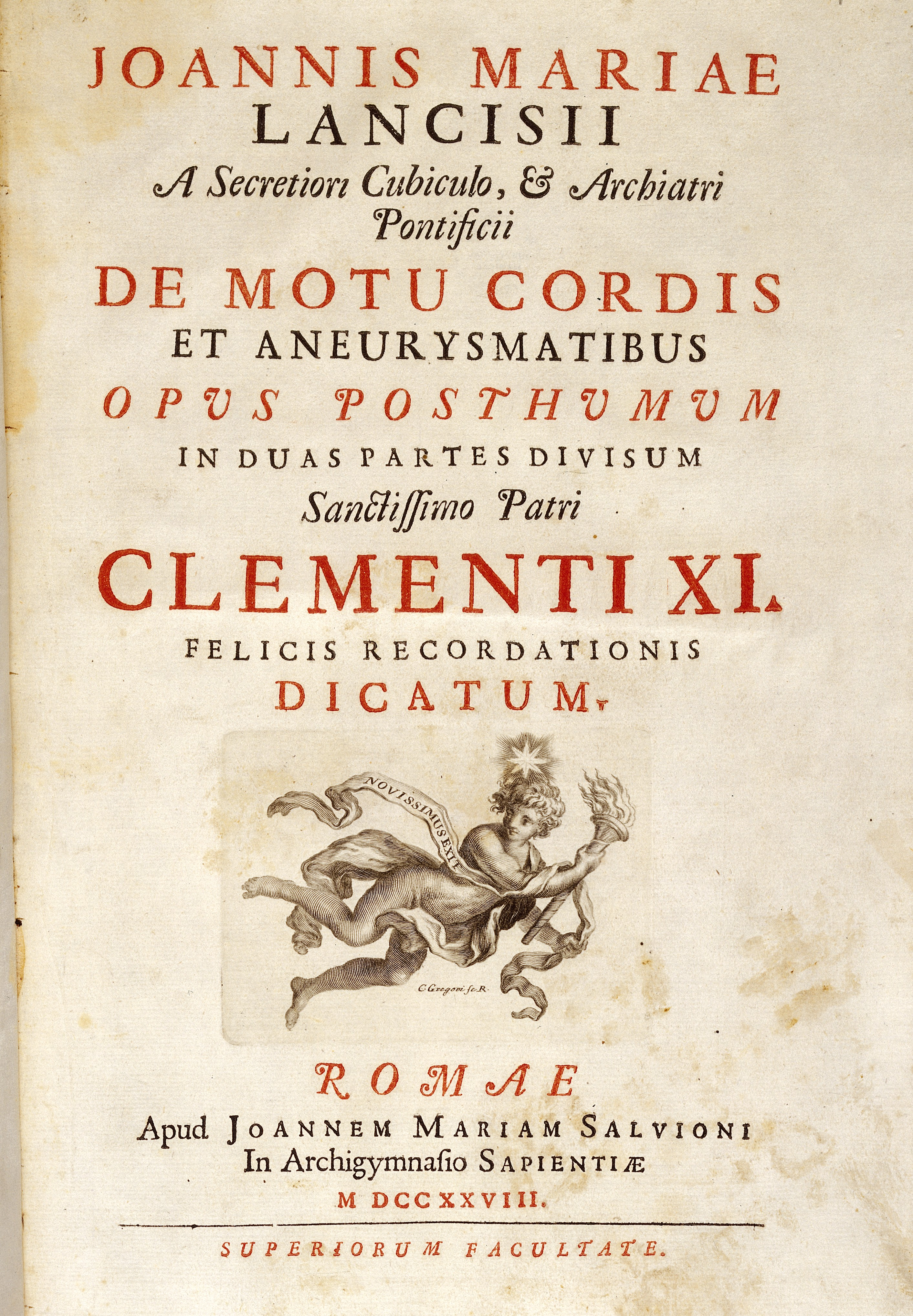
Giovanni Maria Lancisi, De motu cordis et aneurysmatibus. Opus posthumum, Romae, apud Joannem Mariam Salvioni, 1728.

Lancisi était doué d’un esprit brillant et fécond. Il eut toujours une extrême passion pour l’avancement de la physique, de l’anatomie et de la médecine pratique. On peut lui reprocher sa prédilection pour la théorie chimique de Franciscus de le Boë, qui heureusement n'eut aucune influence sur ses méthodes curatives. Lancisi s’était formé une bibliothèque de plus de vingt mille volumes. Il la donna de son vivant à l’arcispedale Santo Spirito in Saxia pour l’usage du public, et principalement des jeunes médecins et chirurgiens chargés de soigner les pauvres malades de cet établissement. L’ouverture de cette bibliothèque se fit en 1716, avec beaucop de pompe, en présence du pape Clément XI et d’un grand nombre de cardinaux. Ce fut pour éterniser le souvenir d’un don aussi important que l’abbé Cristoforo Carsughi mit au jour sa Bibliotheca Lancisiana, Rome, 1718, in-4°, avec un discours De recto usu bibliothecæ. Les œuvres de Lancisi ont été recueillies et publiées par Pietro Assalti, professeur de botanique à Rome, et imprimées à Genève, 1718, 2 vol. in-4°. Les éditions de Venise, 1739, in-fol. et Rome, 1745, 4 vol. in-4°, sont plus complètes. On peut voir dans Nicéron (t. 12) la liste des ouvrages et opuscules qu’elles renferment ; nous indiquerons seulement :
- Lucubratio de virgine quadam Calliensi, mirabili vexata symptomate, Rome, 1682, in-4°.
- De subitaneis mortibus libri duo, Rome, 1707-1708, in-4°, souvent réimprimé ; traduit en allemand par Friedrich August Weiz, Leipzig, 1785, in-8° ; id. par Johann Christoph Fahner, ibid., 1790, in-8°. Ce traité, dédié à Clément XI, fut composé à l’occasion des morts subites qui semblaient s’étre multipliées à Rome pendant les années 1705 et 1706. Après des recherches soigneuses, Lancisi trouva que la mort subite était produite tantôt par l'intempérance, tantôt par une apoplexie foudroyante, tantôt par des anévrismes du cœur et des gros vaisseaux : il donne les signes à l’aide desquels on peut distinguer morts apparentes.
- De nativis deque adventitiis romani cæli qualitatibus, cui accedit historia epidemiæ rheumaticæ quæ per hyemem anni 1709 vagata est, Rome, 1712, 1745, in-4°. Cette intéressante dissertation eut un résultat extrêmement important : l’auteur obtint du pape que la ville de Rome fût purgée des immondices et des eaux stagnantes qui y entretenaient des foyers perpétuels d’insanité, surtout après les inondations du Tibre.
- De Plinianæ villæ ruderibus, Rome, 1714, in-fol.
- Dissertatio historica de bovilla peste, ex Campaniæ finibus anno 1713 Latio importata, Rome, 1715, in-4°. Cette épizootie était si meurtrière, que dans l’espace de neuf mois elle fit périr vingt-six mille deux cent cinquante-deux pièces de gros bétail, et épargna les autres espèces : les poumons et les intestins devenaient la proie de la gangrène.
- De noxiis paludum effluviis, eorumque remediis, Rome, 1716, 1717, in-4°. Dans le premier livre de cet ouvrage, l’auteur signale le danger du voisinage des eaux stagnantes, et en particulier des marais Pontins, dont néanmoins la fâcheuse influence était en partie arrêtée par une forêt située entre ces marais et la ville de Rome : Lancisi obtint du pape l’ordre de conserver cette forêt, que les propriétaires voulaient faire abattre. Le second livre contient la relation de cinq épidémies provenant des eaux marécageuses.
- Plusieurs Dissertations sur la sécrétion des humeurs, spécialement de la bile, sur la texture des champignons, sur la méthode de décrire l’histoire maladies, etc. Lancisi a été le premier des Tables anatomiques d’Eustachi, Rome, 1714, in-fol., fig. Il a aussi publié l’ouvrage posthume de Michele Mercati, intitulé Metallotheca Vaticana, Rome, 1717, in-fol., avec un index et un appendice pour le compléter, Rome, 1719, in-fol.

Les ouvrages suivants de Lancisi fu rent publiés après sa mort :  
- De motu cordis et aneurismatibus, Rome, 1728, in-fol. ; 1735, in-4°, avec une dissertation sur la veine azygos, et une autre sur la structure des ganglions, Naples, 1738, in-4° ; Leyde, 1743, in-4°.
- Consilia 59 posthuma, avec plusieurs dissertations de Malpighi, Venise, 1747, in-4° par les soins d'Eusébe Sguari.

Le journal de la dernière maladie de Clément XI rapporte que la bibliothèque Lancisienne possède encore les manuscrits suivants :
- Prolusum ad Hippocratis prognostica ; De medicina hippocratica ; De febribus ; De urinis ; enfin dix volumes de consultations en italien et trois en latin. On a une Vie de Lancisi dans les Vitæ Italorum de Fabroni, t. 7, et  son Éloge par Crescimbeni dans les Notizie istoriche degli Arcadi morti, t. 1. Voyez aussi Joh. Oliva, de morte J.-M. Lancisii brevis dissertatio, Rome, 1720.

### Publications (liste partielle)
- (la) De subitaneis mortibus : libri duo, 1707[1],[2]
- (la) L. F. Marsilii … Dissertatio de Generatione Fungorum ad J.M. Lancisium … Cui accedit ejusdem responsio, una cum Dissertatione de Plinianæ Villæ ruderibus, atque Ostiensis litoris incremento, 1714 — Lettre de Marsigli, réponse de Lancisi.
- (la) Dissertatio historica de bovilla peste, ex Campaniae finibus anno 1713, Rome, 1715
- (la) De noxiis paludum effluviis (Les effluves nocifs des marais), Rome, Salvioni, 1717
- (la) Opera omnia, in duos tomos distributa, Genève, de Tournes, 1718Comprend les deux « livres » sur la mort subite et deux livres d'observations.
- (la) Appendix ad Metallothecam Vaticanam, 1719On trouve dans cet appendice huit lettres adressées à Lancisi, ou par lui, à propos de la Métallothèque de Michele Mercati.

### Listes de publications
- (it) Ouvrages de Giovanni Maria Lancisi, liste du site accademia-lancisiana.it